# Mark Donohue
Pour l’article homonyme, voir Mark Donohue (linguiste).

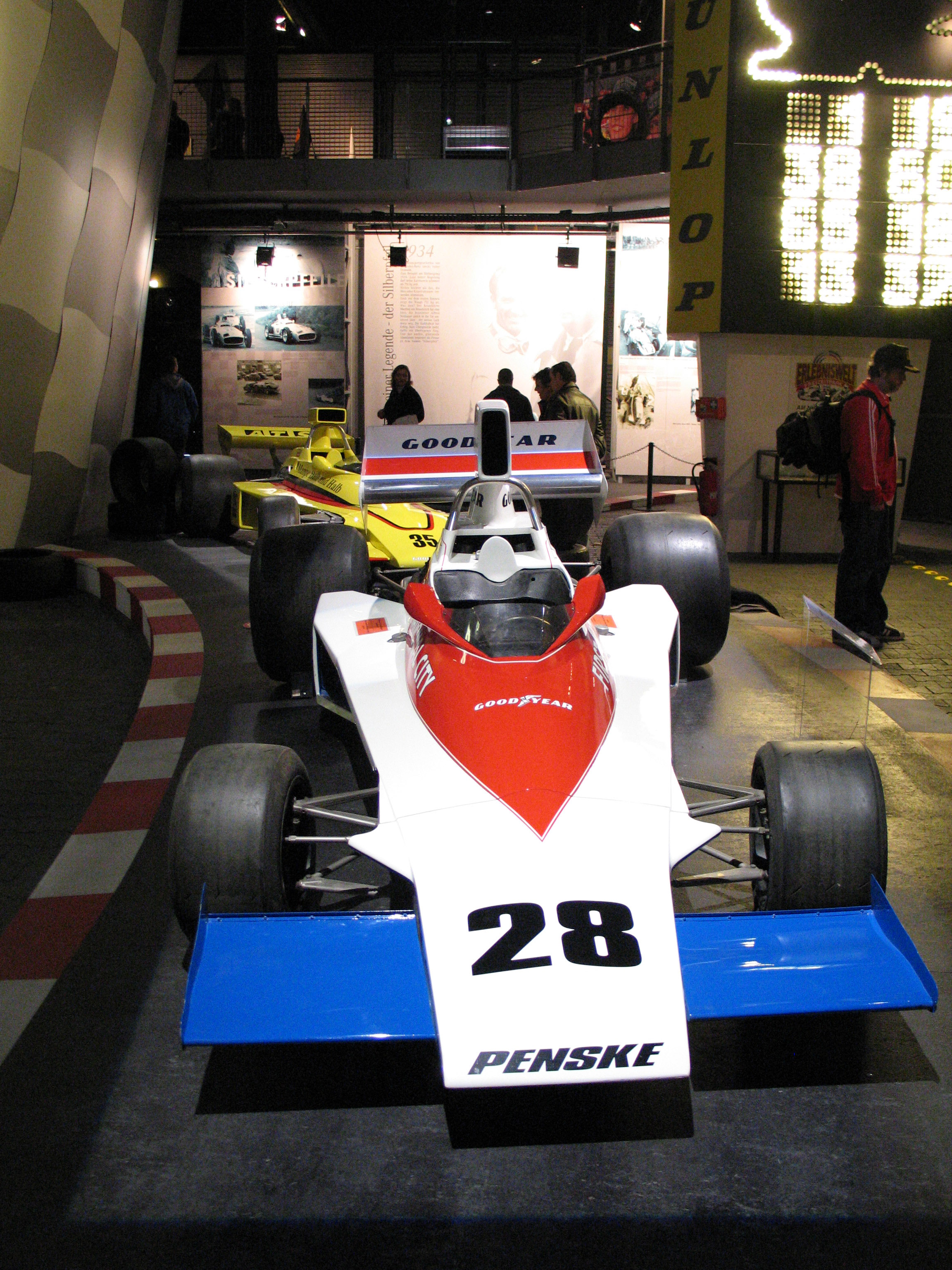
La Penske PC1 de Mark Donohue.

Mark Neary Donohue est un pilote automobile américain né le 18 mars 1937 à Summit, New Jersey, et mort le 19 août 1975 à Zeltweg à la suite d'un accident survenu lors des essais du Grand Prix d'Autriche.
Pilote éclectique découvert au milieu des années 1960 par Walt Hansgen, il a brillé dans les épreuves de monoplaces américaines (vainqueur des 500 miles d'Indianapolis 1972), en Trans-Am, en CanAm, en Nascar et a également participé à plusieurs manches du championnat du monde de Formule 1.

## Biographie
En 1975, il s'engage en Formule 1 avec la nouvelle écurie de Roger Penske. Il se classe cinquième du Grand Prix de Suède à Anderstorp. 
Alors qu'il venait de battre un record de vitesse au volant d'une Porsche 917 sur le Talladega Superspeedway, il prend part au Grand Prix d'Autriche sur l'Österreichring. Pendant le warm-up du dimanche matin, à la suite de l'explosion d'un pneumatique, sa voiture quitte brutalement sa trajectoire, survole les barrières de sécurité et retombe dans un fossé. L'accident cause la mort d'un commissaire de piste. Donohue, en apparence, s'en sort avec de simples contusions au bras et aux jambes. Il se plaint juste de maux de tête et est évacué vers l'hôpital de Graz. Vers minuit, il est pris de violentes douleurs à la tête puis sombre dans un coma définitif. Il meurt le surlendemain.  
L'un de ses deux fils, David Donohue, est devenu pilote dans les années 1990.

## Résultats en championnat du monde de Formule 1
| Saison | Ecurie              | Châssis              | Moteur      | Pneus    | GP disputés | Points inscrits | Classement |
| ------ | ------------------- | -------------------- | ----------- | -------- | ----------- | --------------- | ---------- |
| 1971   | Penske-White Racing | McLaren M19A         | Cosworth V8 | Goodyear | 1           | 4               | 16e        |
| 1974   | Penske Cars         | Penske PC1           | Cosworth V8 | Goodyear | 2           | 0               | n.c.       |
| 1975   | Penske Cars         | Penske PC1 March 751 | Cosworth V8 | Goodyear | 11          | 4               | 15e        |

## Palmarès
- Vainqueur du championnat SCCA SportsCars catégorie E Production en 1961 (sur Elva)
- Trophée Nassau 1966 (Bahamas)
- Grand Prix de Watkins Glen 1967 (SportsCars)
- Vainqueur du championnat USRRC sur route en 1967 et 1968
- Vainqueur des 24 heures de Daytona en 1969
- Vainqueur des 500 miles d'Indianapolis en 1972
- Vainqueur du championnat Trans-Am Series en 1968, 1969 et 1971
- Vainqueur du championnat CanAm en 1973
- Vainqueur de l'International Race of Champions en 1974 (1re édition - victoires à Daytona et Riverside 1 et 3)
  - 2e des 12 Heures de Sebring en 1966 et 1967
  - 3e des 24 Heures de Daytona en 1966 et 1971
  - 3e des 12 Heures de Sebring en 1968

## Galerie d'images

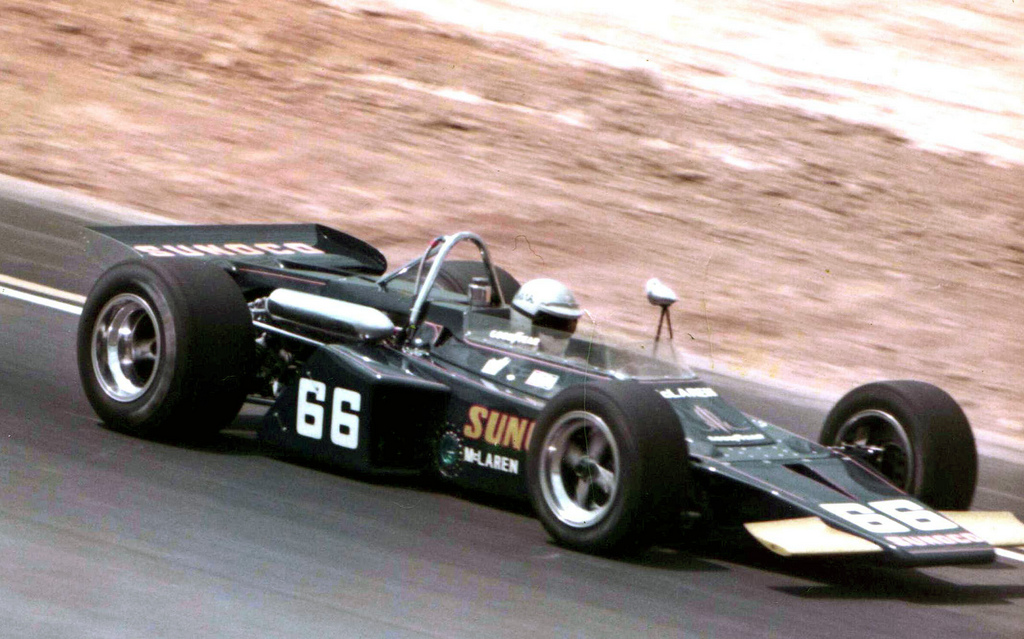
Mark Donohue victorieux au Pocono Raceway en 1971 (1re épreuve sur le circuit).
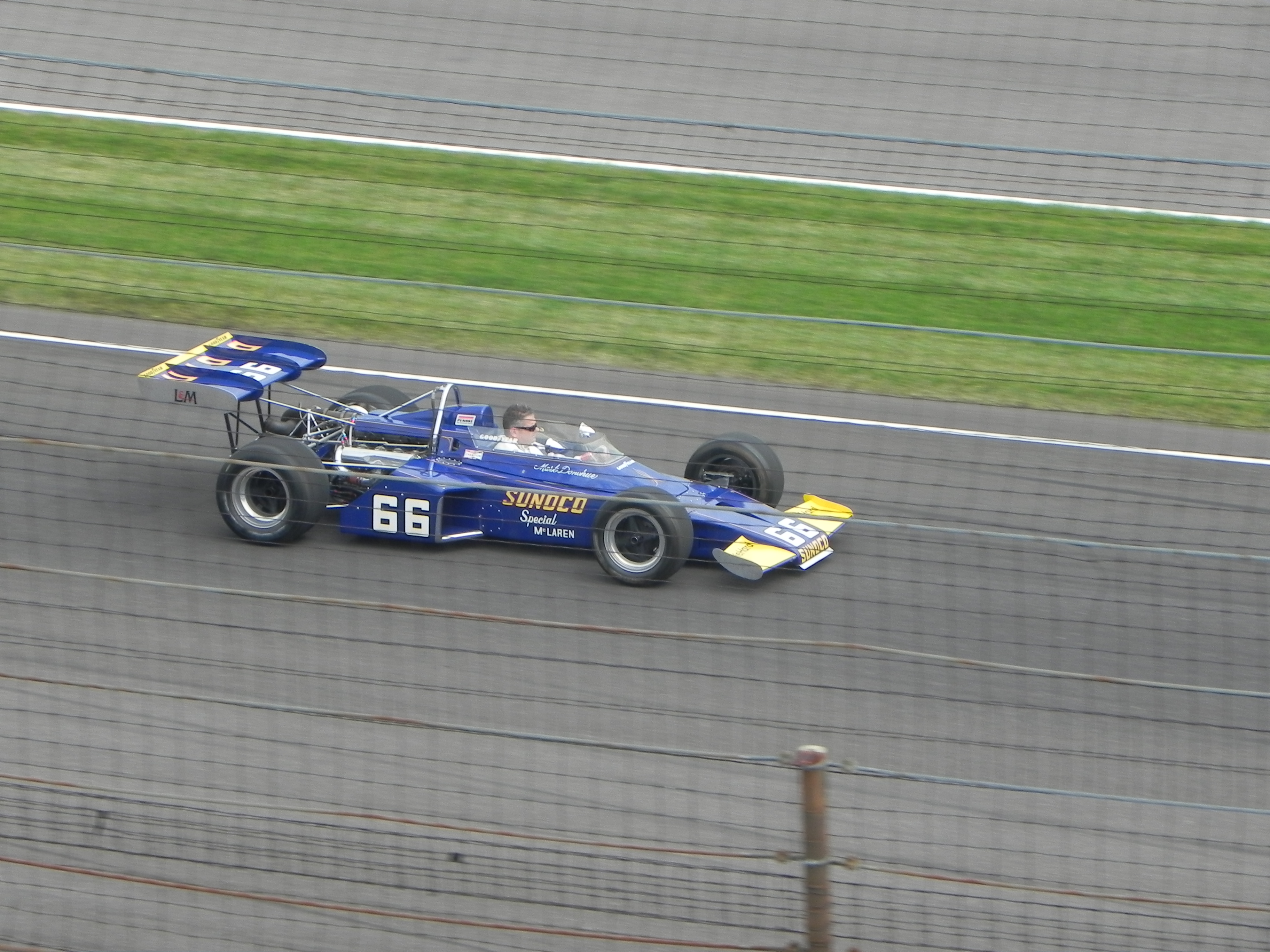
La voiture pour l'Indy 500 en 1972.
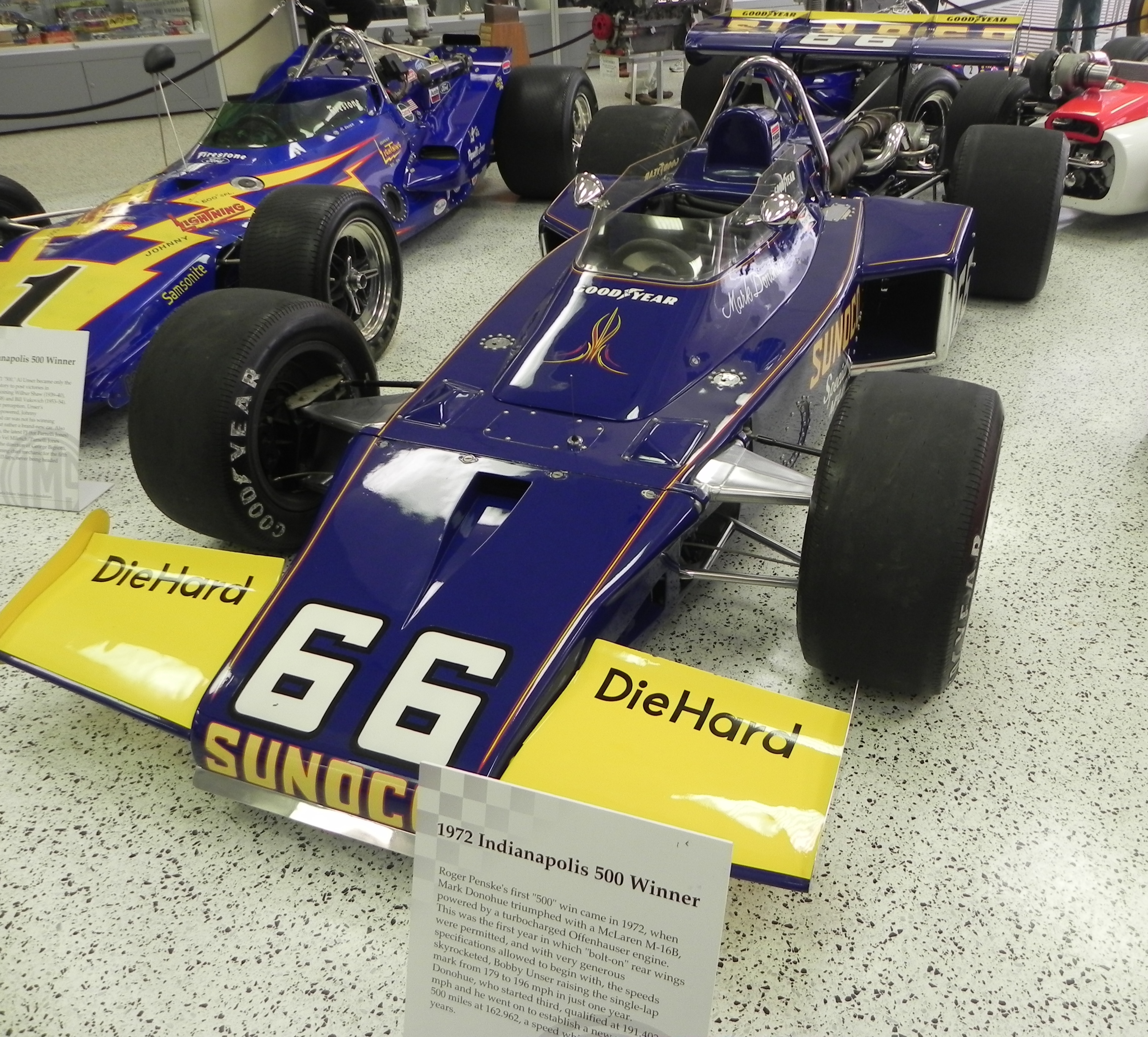
Une McLaren-Offenhauser de Roger Penske Entreprises à l'Indianapolis Motor Speedway Hall of Fame Museum.
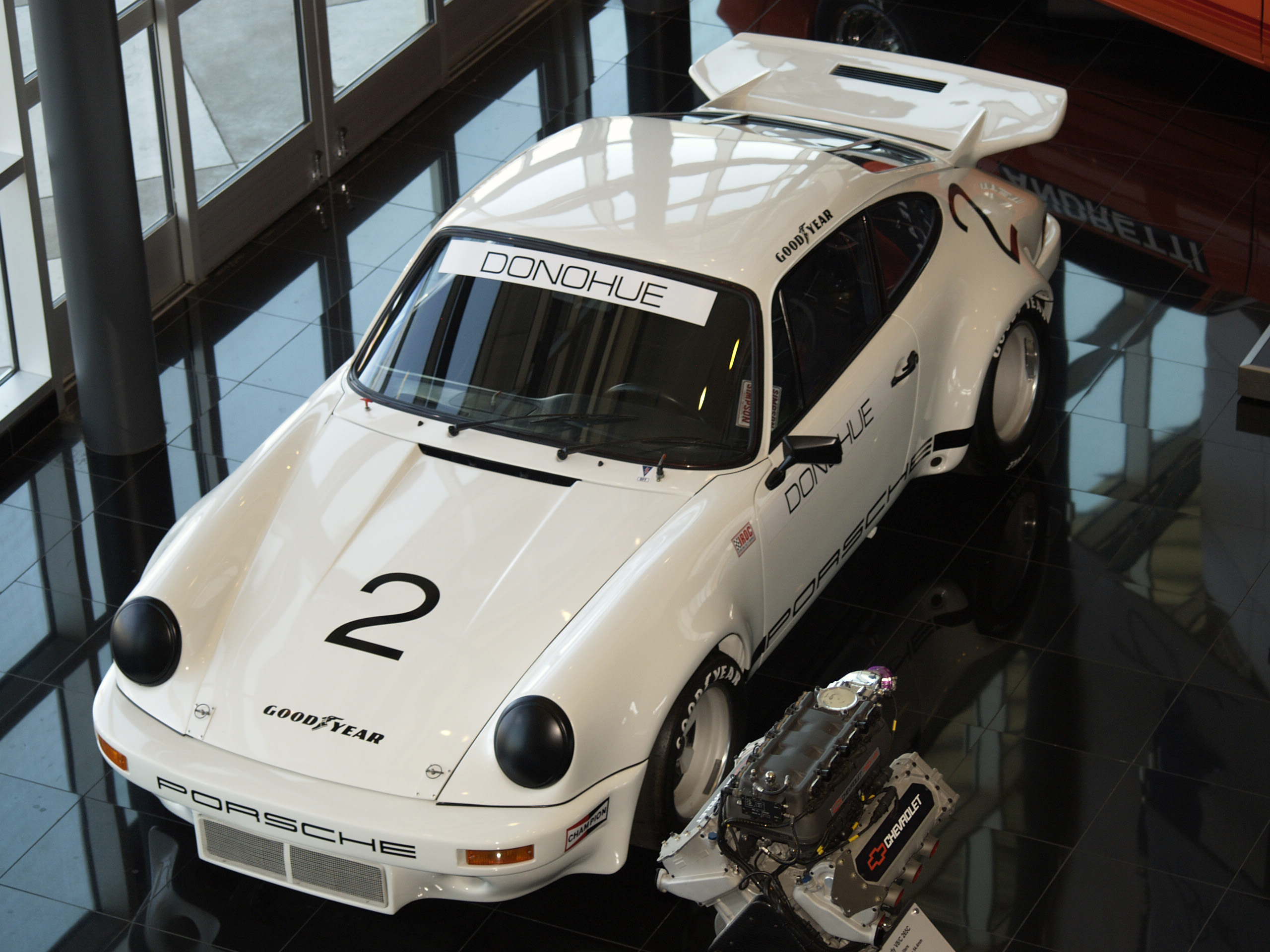
Porsche Carrera RSR de Donohue, utilisée pour la première édition de l'IROC.

## Référence
1. ↑  (en) Donohue dies after surgery (Associated Press, 20 août 1975)
2. ↑  Adam Cooper, « Le dramatique comeback de Mark Donohue en F1 », sur fr.motorsport.com, 19 aout 2021 (consulté le 3 décembre 2023)